# Forcipomyia arnhemi
Forcipomyia arnhemi är en tvåvingeart som beskrevs av Debenham 1987. Forcipomyia arnhemi ingår i släktet Forcipomyia och familjen svidknott.
Artens utbredningsområde är Northern Territory, Australien. Inga underarter finns listade i Catalogue of Life.